# Chloranthaceae
Die Chloranthaceae sind die einzige Familie der Ordnung Chloranthales, einer der Ordnungen der Bedecktsamigen Pflanzen (Magnoliopsida).

## Beschreibung

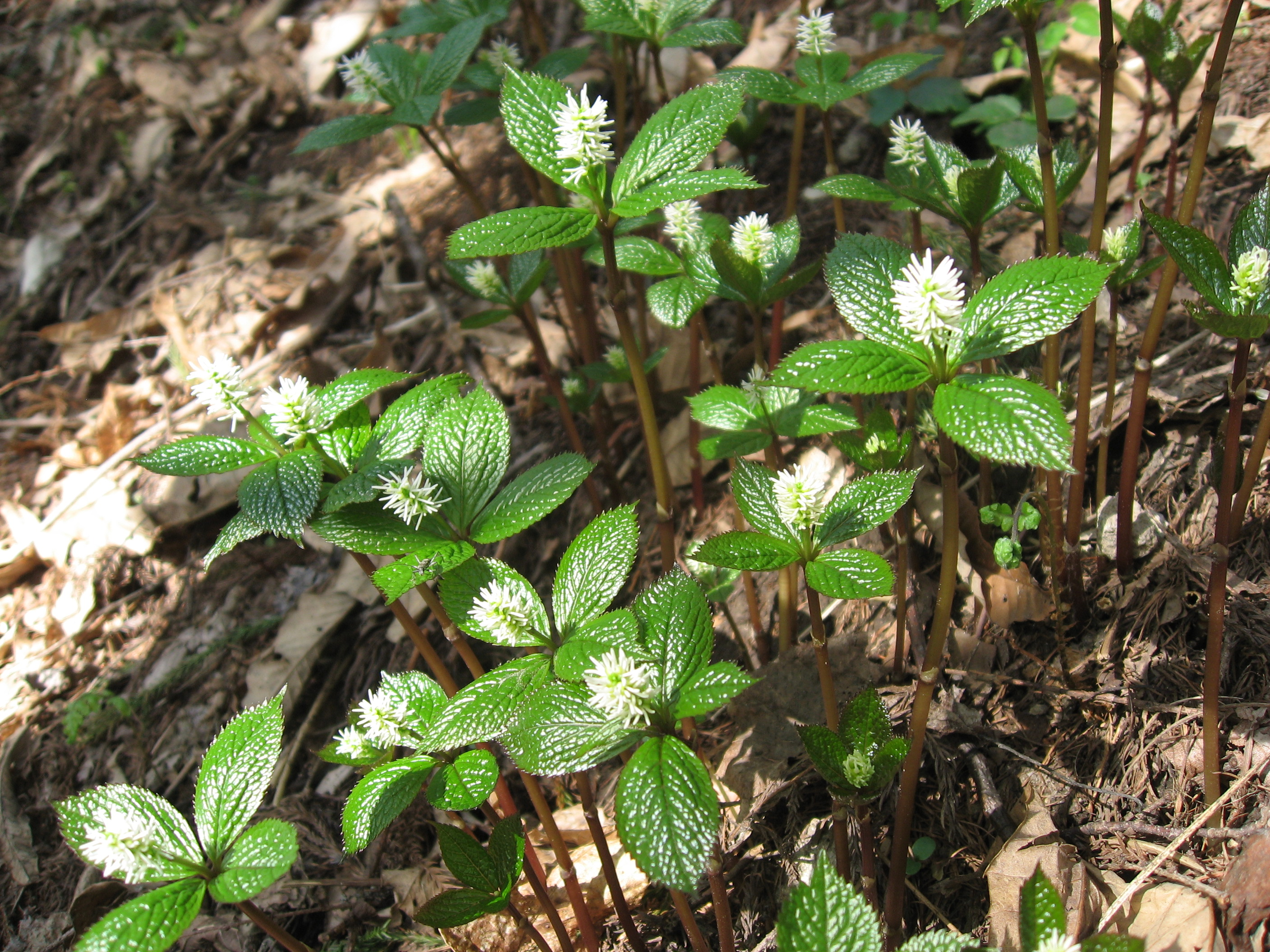
Chloranthus japonicus

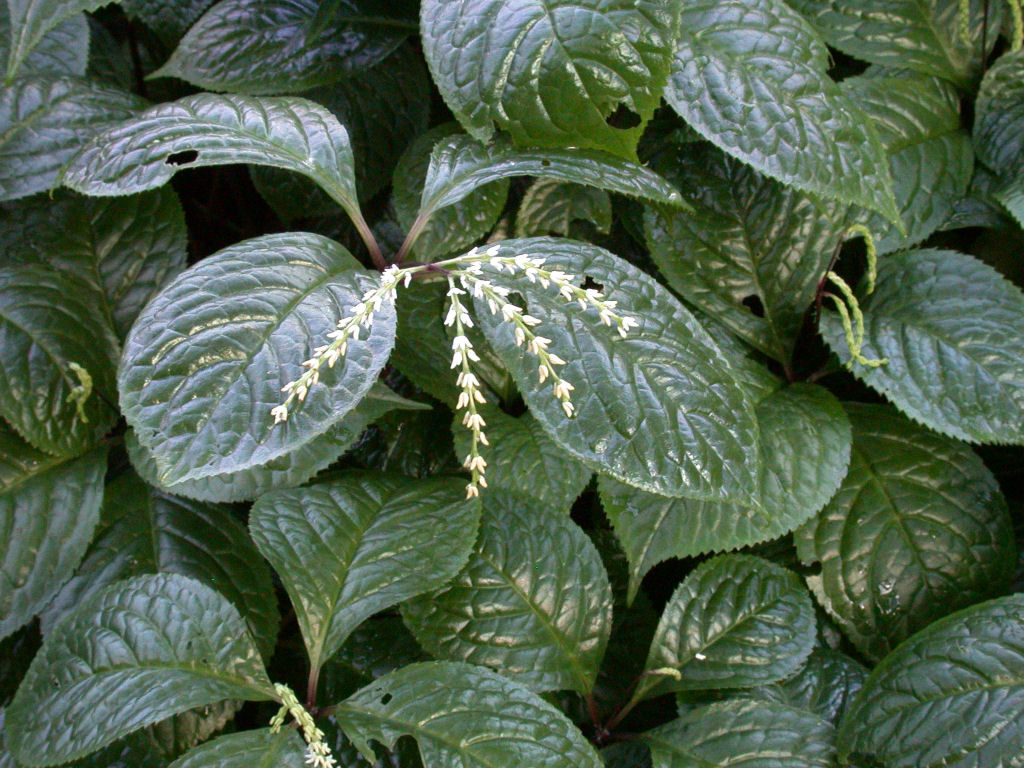
Chloranthus oldhamii

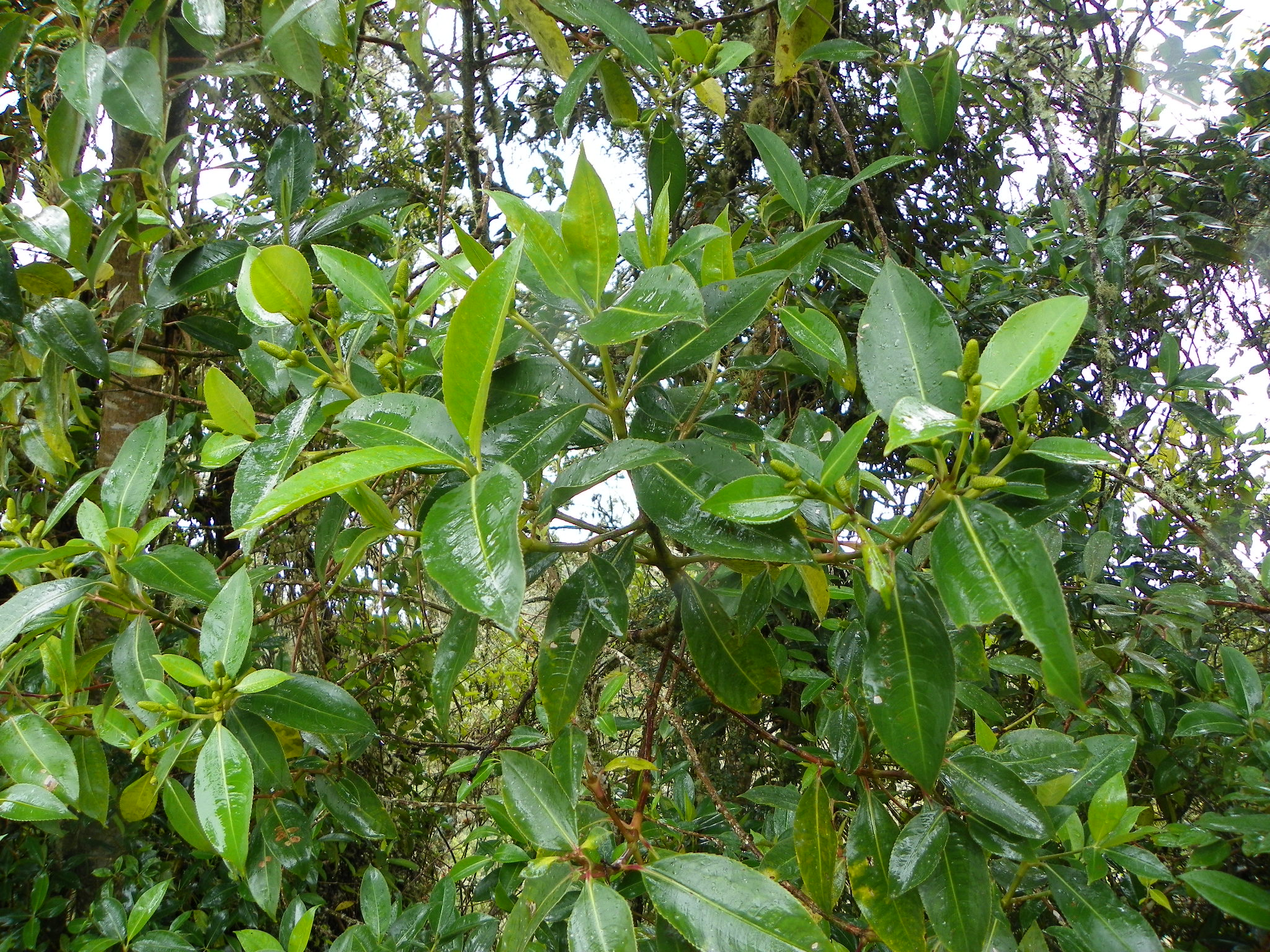
Hedyosmum racemosum

### Erscheinungsbild und Blätter
Es sind meist immergrüne verholzende Pflanzen: oft Sträucher oder kleine Bäume mit weichem Holz. Einige Arten sind ausdauernde krautige Pflanzen. Diese aromatisch duftenden Pflanzen enthalten viel ätherisches Öl. Die oft stark angeschwollenen Nodien fallen beim Trocknen zusammen. Die gegenständig angeordneten Laubblätter sind in Blattstiel und Blattspreite gegliedert. Die zwei gegenüberstehenden Blattstiele sind meist an ihrer Basis untereinander verwachsen. Die einfachen Blattspreiten besitzen Fiedernervatur und gesägte oder gekerbte Blattränder. Die relativ kleinen Nebenblätter sind mehr oder weniger breit ausgebreitet.

### Blütenstände und Blüten
Die Blüten stehen oft in verzweigten, rispigen, ährigen oder kopfigen Blütenständen zusammen. Die relativ kleinen Blüten sind zwittrig oder eingeschlechtig. Wenn die Blüten eingeschlechtig sind dann sind die Arten zweihäusig getrenntgeschlechtig (diözisch).
Blütenhüllblätter fehlen oft und sind manchmal in weiblichen vorhanden, dann sind es drei kleine, kelchblattartige Blütenhüllblätter, die mit dem Fruchtknoten verwachsen sind. Zwittrige Blüten enthalten ein oder drei Staubblätter, die auf einer Seite des Fruchtknotens inseriert sind. Männliche Blüten enthalten meist nur ein Staubblatt. Die Staubbeutel öffnen sich mit einem Längsschlitz. Zwittrige und weibliche Blüten enthalten nur ein unterständiges Fruchtblatt. Das Fruchtblatt enthält nur eine hängende, orthotrope Samenanlage. Es ist höchstens ein kurzer Griffel vorhanden.

### Früchte und Samen
Die eiförmigen bis kugeligen, steinfruchtähnlichen Früchte besitzen ein mehr oder weniger fleischiges Exokarp und ein hartes Endokarp. Die Samen besitzen Perisperm, ölhaltiges Endosperm und einen relativ kleinen Embryo.

## Systematik und Verbreitung
Die Chloranthaceae sind eine sehr alte Sippe, die bis in die Unterkreide mit Fossilien nachgewiesen ist. Die Familie Chloranthaceae besitzt ein disjunktes Areal. Ihre Heimat sind die Tropen und Subtropen mit Ausnahme des afrikanischen Kontinents.
Der Familienname Chloranthaceae wurde 1820 durch den britischen Botaniker Robert Brown in John Sims: Botanical Magazine, Volume 48, mit der Tafel 2190 aufgestellt. Typusgattung ist Chloranthus Sw.
Ihr Status als eigenständige Ordnung wird sowohl durch molekulargenetische wie morphologische Befunde gestützt.  Die nächstverwandte Gruppe ist nicht eindeutig klar. Es könnten sowohl die Magnoliiden sein, wie auch die Gruppe aus Monokotyledonen, Ceratophyllaceae und Eudikotyledonen. Daher werden die Chloranthaceae mit diesen beiden Gruppen von der Angiosperm Phylogeny Group in der APG IV von 2016 in eine Polytomie gestellt.
Zur Familie der Chloranthaceae zählen vier Gattungen mit 70 bis 80 Arten:
- Ascarina J.R.Forst. & G.Forst. (Syn.: Ascarinopsis Humbert & Capuron): Die etwa 19 Arten sind weitverbreitet von Malesien über Polynesien bis Neuseeland und eine Art (Ascarina coursii (Humbert & Capuron) J.-F.Leroy & Jérémie) in Madagaskar.
- Chloranthus Sw. (Syn.: Cryphaea Buch.-Ham., Nigrina Thunb., Tricercandra A.Gray): Die etwa 17 Arten sind weitverbreitet vom gemäßigten bis ins tropische Asien (Indomalesien und Ostasien) vor. 13 Arten kommen in China vor, neun davon nur dort.
- Hedyosmum Sw.: Die etwa 41 Arten kommen in der Neotropis und in Südostasien vor.
- Sarcandra Gardner: Die etwa drei Arten kommen von Indien bis Südostasien vor.